# 神田瀧夢
神田 瀧夢（かんだ ろむ）は、日本のコメディアン、俳優、タレント（別名：神田ロム）。

## 略歴
大阪府岸和田市出身。1983年清風高等学校、1987年聖トマス大学（旧英知大学）卒業。
空手道、居合道といった日本の武道を習った経験がある。1999年に初渡米。ロサンゼルス留学中にコメディークラブに出演。映画デビューは日米合作の『TOKYO-POP』（87年）。2006年からロサンゼルスに拠点を移す。
米ABCテレビで2008年6月24日から放送されているリアリティショー『I Survived a Japanese Game Show』の司会者に抜擢された（正確には、同番組の舞台となる架空の日本のバラエティ番組『本気（まじ）で』の司会を務めた）。

## 人物
- トム・クルーズ主演のハリウッド映画『ラスト サムライ』のオーディションを受けたが、結果は不合格。その際に他人にはできない自身の強みで勝負しようとコメディーの道に転向を決意。当初は友人とコンビで英語漫才をやっていたが、後にコンビを解消。その後スタンドアップ・コメディーの大会に1人で出た経験がある[2]。

## 出演

### テレビ番組
- I Survived a Japanese Game Show （2008年6月 - 2009年8月、米ABC）
- TOKYO コントロール（2011年1月 - 5月、フジテレビNEXT）
- 情報満載ライブショー モーニングバード!（2011年4月 - 2012年3月、テレビ朝日）水曜日コメンテーター
- マニアック（2018年、Netflix テレビドラマシリーズ）

#### ドラマ
- 火曜サスペンス劇場 山岳ミステリー 4「白馬岳 殺意の峰」（1991年10月8日、日本テレビ）[3]

### CM
- ニューヨーク・メッツ（2001年5月） - 新庄剛志、ベニー・アグバヤニ出演のビデオに寿司屋の従業員としてエキストラ出演[1]

### ゲーム
- サイバーパンク2077 (2020年12月) - 竹村五郎 (英語版に出演)

### 講演・スピーチ
- TEDxTOKYO2010 "HIT RESET"